# Nils-Åke Hillarp
Nils-Åke Hillarp, född  24 juli 1916 i Hässleholm, död 17 mars 1965, var en svensk forskare och en förgrundsgestalt till forskningen om monoaminer i hjärnan.
Hillarp blev medicine doktor och docent i histologi Lunds universitet 1946, var prosektor där 1948–1962 och professor i histologi vid Karolinska Institutet från 1962. 
Hillarps forskningsresultat kring det autonoma nervsystemets terminala fibersystem är av stor betydelse, liksom hans arbeten rörande mekanismerna för nervimpulsens överföring mellan celler. Hans kanske viktigaste insats är att han tillsammans med Bengt Falck utvecklade den globalt kända och erkända Falck–Hillarps fluorescensmetod, som gjorde det möjligt att överföra vissa monoaminer, bland annat de tre katekolaminerna dopamin, noradrenalin och adrenalin samt serotonin (5-hydroxytryptamin) till fluorescerande substanser. Detta innebar att Hillarp och Falck nu kunde påvisa deras förekomst i centrala och perifera nervceller med unik precision och känslighet i fluorescensmikroskopet vilket därmed blev det första och helt avgörande beviset för att de kunde fungera som signalsubstanser (transmittorer). Hillarps forskning har bland annat haft stor betydelse för den moderna farmakologiska behandlingen.
Hillarp dog i ett aggressivt malignt melanom 49 år gammal. Flera idag framgångsrika forskare har haft honom som handledare, bland dem Annica Dahlström, nobelpristagaren Arvid Carlsson, Kjell Fuxe, Lars Olson och Tomas Hökfelt.
Hillarp var son till köpmannen Nils Bengtsson och Hulda, född Johansson, samt bror till författaren Rut Hillarp.